# À dossiers ouverts
À dossiers ouverts est une série télévisée française en 25 épisodes de 13 minutes, réalisée par Claude Boissol sur des scénarios de Paul Andréota, Alain Frank et Alain Page, Mise en musique par François de Roubaix et diffusée à partir du 18 février 1974 sur la première chaîne de l'ORTF.

## Synopsis
Inspirée de faits divers réels, cette série policière expose cinq affaires mystérieuses que doit résoudre la gendarmerie nationale.

## Distribution

### Affaire:L'Intrus
- François Perrot : Mauzet
- Christophe Grimbert : Patrick
- André Dumas : M. Le Trez
- Nicole Gueden : Mme Le Trez
- Sylvaine Charlet : Marie
- Bernard-Pierre Donnadieu : Olaf
- Jean-Claude Dauphin
- Jean-François Devaux
- Georges Atlas
- Joseph Falcucci
- Serge Martina
- Albert Michel
- Frédéric santaya
- Paul Bevilacqua

### Affaire:Gros calibre
- François Cadet : adjudant Hébert
- Philippe Chauveau : gendarme Laurent
- Nathalie Nell : Anne Le Gall
- Julien Thomast : Marc Riou
- Jean Mauvais : Le Gall
- André Lambert : Yvon Louarn
- Marcel Chicot : Kaki
- Jeanne Herviale : Mme Louarn
- Gérard Darrieu : Gaston
- Marcel Gassouk : Cozannec
- Paul Mercey : dr. Kervadec
- Odette Duc : mère Le Dantec
- André Weber : Mahé
- Rogers : Tallec
- Colette Mareuil : Mme Riou
- Claudine Berg : Mme Cozannec
- Raymond Raynal : père Jean
- Roger Guillo : forgeron

### Affaire:Piège sur l'autoroute
- Pierre Grasset : Loubet
- Mireille Audibert : Jenny
- Georges Beauvilliers : Maudrin
- Jean-Louis Calvet : commissaire
- James Simorre : Philippe
- Pierre Collet : commandant
- Dominqiue Jayr : mère
- Guy Marly : père
- Nicolas Vogel : commandant Moulinés
- Jean-François Bayonne : Johnny
- Max Amyl : capitaine Duroc
- Claude dasset : commandant André
- Jacques Bernard : architecte
- Robert Deslandes : cafetier
- Philippe Jouyrde : militaire
- Jacques Munier : radio-reporter
- Jean-Pierre Moreux : journaliste
- Sophie Chemineau : hippie
- Boris Lemant : journaliste

### Affaire:La Malédiction de l'ogre
- François Darbon : commandant Moulière
- Charles Moulin
- Mony Dalmes
- Philippe Lemaire
- Anne Alexandre
- Hélène Tossy
- Pascale Christophe
- Jean le Mouël
- Henri Poirier
- Sophie Simon
- Jean Sagols
- André Valardy
- Alain Chevallier
- Nathalie Piel

### Affaire:La Cordée
- Jean-Claude Dauphin : Jean-Paul
- Évelyne Buyle : Josiane
- Georges Claisse : capitaine
- Pierre Rousseau : Chapuis
- Patrick Messe : Mercier
- Pierre Danny : conducteur camion
- Hélèna Andry : Margaret
- Mova Person : femme blessée
- Robert-Petit-Prestoud : homme